# Kinkajou
Kinkajou (/ˈkɪŋkədʒuː/ KING-kə-joo; danh pháp hai phần Potos flavus) là một loài động vật hữu nhũ thuộc họ họ Gấu mèo, bộ Ăn thịt. Loài này được Schreber mô tả năm 1774.
Loài thú này sinh sống trong rừng mưa, là loài duy nhất thuộc chi Potos. Chúng trông giống chồn sương hoặc khỉ nhưng không liên quan đến hai loài này. Là loài bản địa Trung Mỹ và Nam Mỹ, loài thú sinh sống trên cây này không phải là loài có nguy cơ dù người ta hiếm khi nhìn thấy nó do nó sinh hoạt về đêm. Chúng bị săn bắt để lấy lông và thịt. Loài này được Honduras đưa vào Appendix III của CITES, có nghĩa việc xuất khẩu từ Honduras yêu cầu giấy phép xuất khẩu và xuất khẩu từ các nước khác cần giấy chứng nhận xuất xứ hoặc tái xuất. Chúng có thể sống thọ 40 năm trong điều kiện nuôi nhốt.
Loài thú này cân nặng 1,4–4,6 kg (3–10 lb), thân dài 40–60 cm (16–24 in) và cộng thêm đuôi dài 40–60 cm (16–24 in).

## Hình ảnh

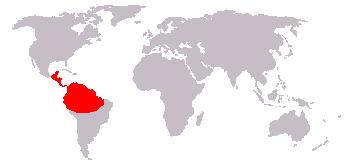
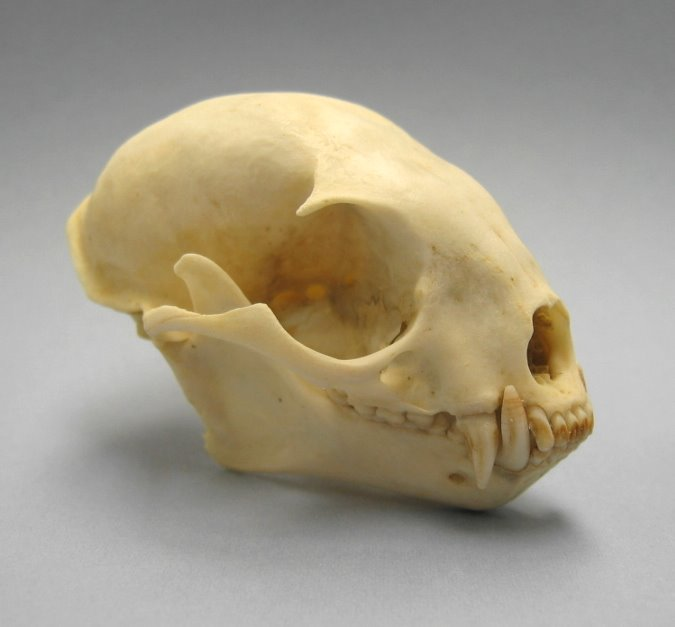
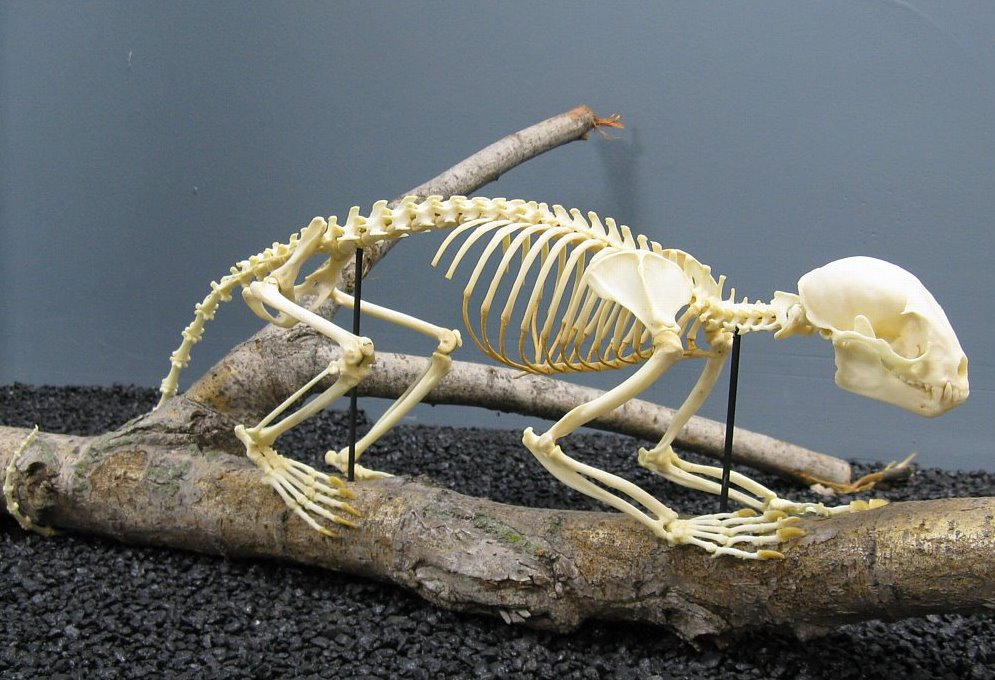
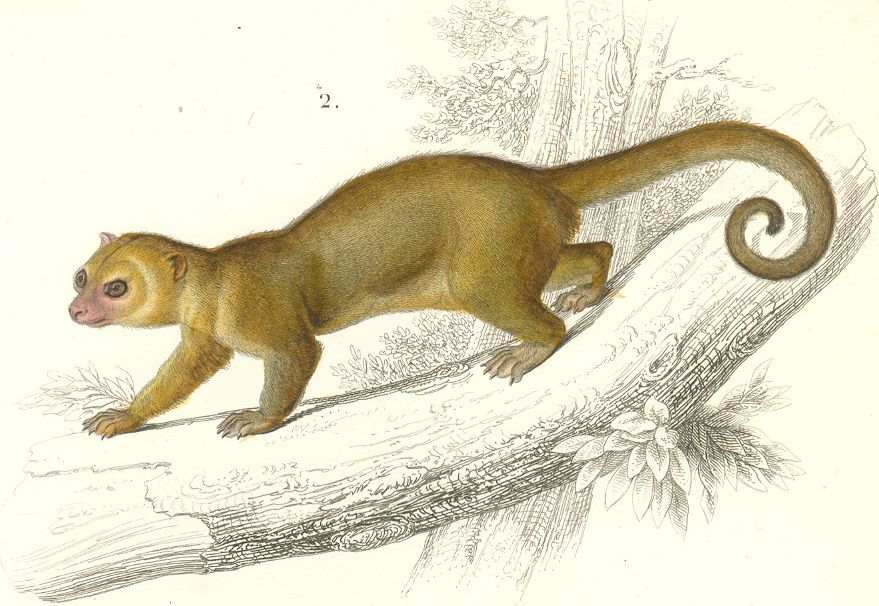